# Isabelle Dedieu
Isabelle Dedieu (* 20. April 1956 in Paris) ist eine französische Filmeditorin.

## Leben
Isabelle Dedieu begann 1981 ihre Laufbahn beim Film als Schnittassistentin von Joëlle Hache und Noëlle Boisson. Dabei wirkte sie unter Regisseuren wie Alain Cavalier und Patrice Leconte. Unter der Leitung von Cavalier lieferte sie 1986 mit dem Filmdrama Thérèse ihre erste eigenständige Schnittarbeit, für die sie prompt einen César in der Kategorie Bester Schnitt erhielt. Für ihren Schnitt von Denys Arcands Oscar-nominiertem Film Jesus von Montreal (1989), einer kanadisch-französischen Koproduktion, wurde sie mit dem Genie Award ausgezeichnet.
Daraufhin kam Dedieu bei weiteren international koproduzierten Filmen zum Einsatz, so auch bei dem britisch-französischen Historienfilm Pesthauch des Bösen (1993), in dem Colin Firth und Ian Holm die Hauptrollen spielten. 2003 folgte mit Die Invasion der Barbaren eine weitere Arbeit für Denys Arcand, die Dedieu Nominierungen für den Genie Award und den Prix Jutra einbrachte. Mehrfach arbeitete sie auch unter der Regie von Francis Girod, wie bei Der Rachepakt (1998) und Ein perfekter Freund (2006). Für die Regisseurin Anne Fontaine fertigte sie den Schnitt der Filmkomödie Nouvelle chance (2006) mit Danielle Darrieux. Weitere gemeinsame Filme mit Denys Arcand waren die Fantasy-Komödie L’Âge des ténèbres (2007) mit Diane Kruger und das in Kanada spielende Liebesdrama Le Règne de la beauté (2014) mit Mélanie Thierry und Marie-Josée Croze.
Seit den 2000er Jahren ist Dedieu zudem beim französischen Fernsehen tätig, wie etwa 2006 bei der vierteiligen Miniserie Agatha Christie: Einladung zum Mord und 2008 bei zwei Folgen der zur Zeit von Ludwig XV. spielenden Fernsehreihe Nicolas Le Floch.

## Filmografie (Auswahl)
- 1986: Thérèse
- 1988: Ville étrangère
- 1989: Jesus von Montreal (Jésus de Montréal)
- 1990: La Veillée
- 1991: Höllenglut (Le Brasier)
- 1992: Holozän
- 1992: Le Moulin de Daudet
- 1993: Pesthauch des Bösen (The Hour of the Pig)
- 1995: Es war einmal Beirut – Geschichte eines Stars (Kanya Ya Ma Kan, Beyrouth)
- 1995: Das Blut des Fuchses (Le sang du renard)
- 1998: Der Rachepakt (Terminale)
- 1999: Berlin-Cinema (Dokumentarfilm)
- 2000: Stardom
- 2001: Mauvais genres
- 2001: Boulevard du Palais – Une justice en béton (TV-Reihe, eine Folge)
- 2003: Die Invasion der Barbaren (Les Invasions barbares)
- 2004: La Crim’ (TV-Serie, drei Folgen)
- 2005: Aurore
- 2005: Wah-Wah
- 2006: Agatha Christie: Einladung zum Mord (Petits meurtres en famille) (TV-Miniserie)
- 2006: Ein perfekter Freund (Un ami parfait)
- 2006: Nouvelle chance
- 2007: L’Âge des ténèbres
- 2008: Nicolas Le Floch (TV-Reihe, zwei Folgen)
- 2009–2011: Un flic (TV-Reihe, vier Folgen)
- 2011: Le Repaire de la vouivre (TV-Miniserie)
- 2011–2016: Deux flics sur les docks (TV-Reihe, drei Folgen)
- 2014: Regen fiel auf das weite Land (Il a plu sur le grand paysage) (Dokumentarfilm)
- 2014: Le Règne de la beauté
- 2016: L’Accident (TV-Serie, sechs Folgen)
- 2017: Péril blanc (TV-Film)
- 2018: Rafiki
- 2021: Führerschein und nichts wie weg (La bonne conduite)
- 2025: Satisfaction

## Auszeichnungen
- 1987: César in der Kategorie Bester Schnitt für Thérèse
- 1990: Genie Award in der Kategorie Bester Schnitt für Jesus von Montreal
- 2004: Nominierung für den Genie Award in der Kategorie Bester Schnitt für Die Invasion der Barbaren
- 2004: Nominierung für den Prix Jutra in der Kategorie Bester Schnitt für Die Invasion der Barbaren